# Puisieux (Seine-et-Marne)
Puisieux ist eine französische Gemeinde mit 319 Einwohnern (Stand: 1. Januar 2022) im Département Seine-et-Marne in der Region Île-de-France. Sie gehört zum Arrondissement Meaux und zum Kanton La Ferté-sous-Jouarre (bis 2015: Kanton Lizy-sur-Ourcq).
Die Einwohner werden Puisotains genannt.

## Geographie
Puisieux liegt etwa zwölf Kilometer nordnordöstlich von Meaux.

### Nachbargemeinden
Umgeben wird Puisieux von den Nachbargemeinden Réez-Fosse-Martin im Norden, Vincy-Manœuvre im Nordosten, Étrépilly im Süden und Osten, Marcilly im Südwesten, Douy-la-Ramée im Westen sowie Brégy im Nordwesten.

## Bevölkerungsentwicklung
| Jahr      | 1962 | 1968 | 1975 | 1982 | 1990 | 1999 | 2006 | 2013 |
| Einwohner | 194  | 174  | 188  | 213  | 227  | 282  | 287  | 318  |

## Sehenswürdigkeiten

Kirche Saint-Germain

- Kirche Saint-Germain